# Fontenais
Fontenais (toponimo francese) è un comune svizzero di 1 685 abitanti del Canton Giura, nel distretto di Porrentruy.

## Storia
Il 1º gennaio 2013 ha inglobato il comune soppresso di Bressaucourt.

## Monumenti e luoghi d'interesse

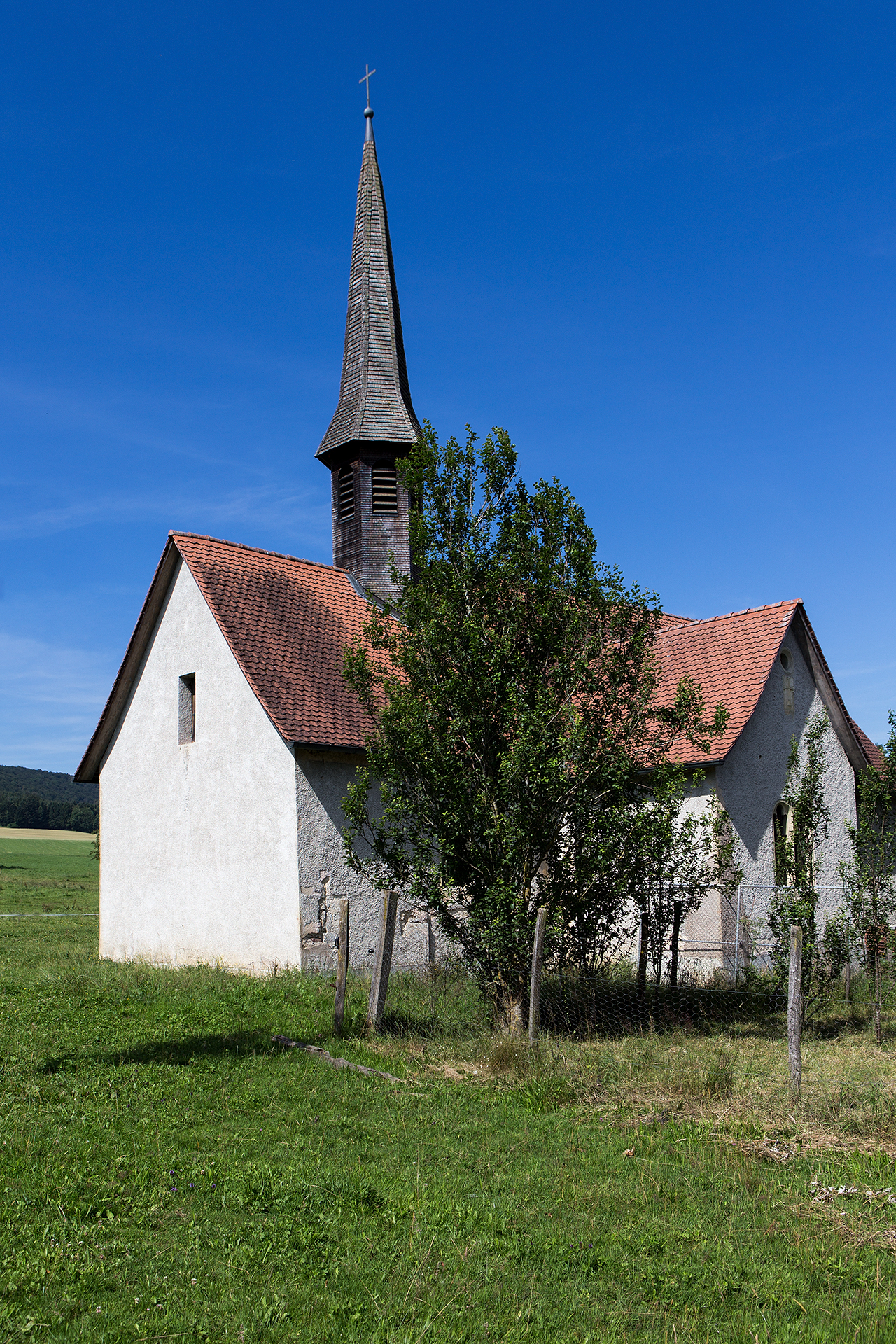
La cappella di Santa Croce

- Chiesa cattolica dei Santi Pietro e Paolo, ricostruita nel 1935[1];
- Cappella cattolica di Santa Croce, eretta nel 1455[1];
- Castello, eretto nel 1740[1].

## Società

### Evoluzione demografica
L'evoluzione demografica è riportata nella seguente tabella:
Abitanti censiti

## Amministrazione
Dal 1836 comune politico e comune patriziale sono uniti nella forma del commune mixte.